# Fallkonferenz
Als Fallkonferenz werden Sitzungen bezeichnet, in denen die künftige Vorgehensweise betreffend einen Patienten oder Klienten besprochen und beschlossen werden soll. An dieser Sitzung sollen möglichst alle Beteiligten im Helfersystem teilnehmen und – je nach Problemlage oder eigener Teilnahmemöglichkeit – auch der oder die Betroffene selbst. Zumeist sind Fallkonferenzen interdisziplinär und multiprofessionell, es nehmen alle mit dem Patienten befassten Professionen gleichberechtigt teil.
Fallkonferenzen sind ein klassisches Instrument der wechselseitigen Information und Abstimmung von Hilfeleistungen in Gesundheits- und Krankenpflege, Häuslicher Pflege, Lebensberatung, Medizin, Pädagogik, Psychotherapie, Kriminalprävention und Sozialarbeit. Fallführend ist entweder der gesetzliche Vertreter oder eine Vertrauensperson des Patienten oder jene Person aus dem Helferkreis, die am intensivsten mit dem Fall vertraut ist, oder der Professionist mit der höchsten Fachkenntnis. Fallkonferenzen sind insbesondere im Fall von gravierenden Veränderungen im Leben des Betroffenen – Umschulung, Umzug, Verschlechterung oder Verbesserung des Gesundheitszustands, Unzufriedenheit mit der Betreuung – unerlässlich und im Schnittstellenmanagement zwischen stationärer und häuslicher Versorgung sinnvoll und angebracht.
Ziele einer Fallkonferenz sind Fallverständnis, Festlegung von Zielen, Rollen und Verantwortlichkeiten, sowie die Dokumentation der erzielten Vereinbarungen.
Von der Fallkonferenz deutlich zu unterscheiden ist die Fallsupervision, an der zwar derselbe Personenkreis teilnehmen kann (ausgenommen der Patient selbst), in der aber die Probleme und Belastungen der Helfenden reflektiert und abgebaut werden sollen. Die Fallkonferenz hingegen dient der Festlegung von Handlungsweisen zum Nutzen des Patienten, der Aufgabenverteilung, sowie dem Kennenlernen des Helferkreises und der Abstimmung und Zielorientierung der Teilnehmer.